# Louise Fili
Louise Fili (Orange, New Jersey, 12 de abril de 1951) es una diseñadora gráfica estadounidense reconocida por su elegante uso de la tipografía y la calidad intemporal en su diseño. Su trabajo a menudo se inspira en su amor por Italia, el modernismo y los estilos art déco europeos. Considerada una líder en el regreso posmoderno a los estilos históricos en el diseño de las portadas de libros, Fili explora la tipografía histórica combinada con colores y composiciones modernas.
Comenzó su carrera en la industria editorial, se hizo conocida por su fuerte enfoque tipográfico, diseñando casi 2000 cubiertas de libros durante su tiempo con Random House. Desde que abrió su propio estudio de diseño, su trabajo se especializa en identidad de restaurante, logotipos relacionados con los alimentos y embalaje.

## Inicios
Hija de maestros de escuela italianos, Fili dijo que estaba "interesada en el diseño antes de que [ella] siquiera supiera de qué se trataba". De niña, talló formas de letras en sus paredes, diseñó portadas de libros y creó manuscritos iluminados con letras de canciones de Bob Dylan. Una visita a la tierra natal de sus padres en su adolescencia inspiró un amor de por vida a Italia. Cuando tenía 16 años, Fili aprendió caligrafía utilizando una guía de Speedball y un bolígrafo Osmiroid. Asistió a Skidmore College en Saratoga Springs, Nueva York para estudiar arte.

## Educación
En 1973 obtuvo una licenciatura en arte en el  Skidmore College, donde descubrió su amor por el diseño gráfico. Su proyecto principal fue un libro de cocina italiana escrito a mano.  Se mudó a Nueva York en 1973, realizó una pasantía en el Museo de Arte Moderno y terminó el último semestre de su carrera en la Escuela de Artes Visuales.

## Carrera
Después de graduarse, Fili comenzó su carrera como diseñadora independiente en proyectos de libros especiales en Alfred A. Knopf desde 1975-76. A los 25 años, fue contratada como diseñadora sénior de Herb Lubalin, donde permaneció desde 1976 hasta 1978. Ella encontró que el tipo era una herramienta expresiva, que sentó las bases para su trabajo posterior
En 1978, se unió a Random House como directora de arte en Pantheon Books, donde evitó las fuentes estándar a favor de crear tratamientos tipográficos únicos para cada sobrecubierta. Su enfoque flexible se extendió también al tratamiento superficial físico; rechazó los acabados brillantes estándar y el estampado de foil en las sobrecubiertas a favor de los recubrimientos laminados mate, que demostraron ser más suaves y duraderos. El éxito de su cubierta para el best seller de Marguerite Duras, El amante, en 1984 le permitió una mayor libertad creativa en Pantheon. Diseñó cerca de 2000 libros durante su permanencia en la editorial.
En 1989, abrió su propio estudio, Louise Fili Ltd, que se especializa en el diseño de identidad de restaurante, logotipos relacionados con los alimentos y embalaje. "Hubo algunas cosas que supe cuando comencé mi negocio. Sabía que quería quedarme pequeña y siempre lo hice. También quería centrarme en las únicas tres cosas que me interesan: la comida, el tipo y todas las cosas italianas ", dijo Fili. Ella buscó "cambiar las fórmulas aceptadas de envasado de alimentos" mediante la búsqueda de diseños que eran silenciosos y sutiles, con la convicción de que "uno no tiene que gritar para ser hacerse notar". Durante ese tiempo, había pocas empresas dirigidas por mujeres, por lo que sabía que  ponerle a la empresa su nombre podía ser una desventaja. Ella aprovechó esto para enviar el mensaje: "Si tienes un problema con mi condición de mujer, entonces no te quiero como cliente". Diseñó para muchos restaurantes de Nueva York como Pearl Oyster Bar, Picholine, Artisanal, The Mermaid Inn y Via Carota, y ha creado embalajes para Sarabeth's, Tate's y Bella Cucina. Sus diseños geométricos, a menudo de estilo cubista, muestran una afinidad con el modernismo europeo, particularmente el trabajo de Lucian Bernhard, A.M. Cassandre, Jean Carlu y carteles italianos de la década de 1930
En 2014 Princeton Architectural Press publicó Grafica della Strada, una compilación de sus fotografías firmadas en italiano. Esto fue seguido en 2015 por Graphique de la Rue: The Signs of Paris.
Fili es autora y coautora de más de veinte libros, muchos de ellos con su esposo, el historiador del diseño Steven Heller. Una monografía de su trabajo, Elegantissima, se publicó en 2012.
En 2009, rediseñó el sello de aprobación Good Housekeeping para su 100 aniversario.
En 2000, recibió tres nominaciones al Premio James Beard, y desde 1998 es miembro electo de Alliance Graphique Internationale. En 2004, fue incluida en el Salón de la Fama del Alliance Graphique Internationale. En 2015 recibió premio a la trayectoria del Type Directors Club. 
Durante más de veinte años, Fili ha enseñado en la Escuela de Artes Visuales, tanto en los programas de pregrado y postgrado, como en el Taller de Maestros SVA en Roma cada verano. También ha dado clases en New School, New York University y Cooper Union.

## Libros
- Italian Art Deco: Graphic Design Between the Wars, San Francisco: Chronicle Books, 1993 (con Steven Heller)
- Dutch Moderne: Graphic Design from De Stijl to Deco, San Francisco: Chronicle Books, 1994 (con Steven Heller)
- Streamline: American Art Deco Graphic Design, San Francisco: Chronicle Books, 1995 (con Steven Heller)
- Cover Story: The Art of American Magazine Covers 1900–1950, San Francisco: Chronicle Books (San Francisco, California), 1996 (con Steven Heller)
- Logos A to Z (self-published) 1997
- British Modern: Graphic Design Between the Wars, San Francisco: Chronicle Books, 1998 (con Steven Heller)
- German Modern: Graphic Design from Wilhelm to Weimar, San Francisco: Chronicle Books, 1998 (con Steven Heller)
- Typology: Type Design from the Victorian Era to the Digital Age, San Francisco: Chronicle Books, 1999 (With Steven Heller)
- More Logos A to Z (autopublicación) 1999.
- Design Connoiseur: An Eclectic Collection of Imagery and Type, Nueva York: Allworth Press, 2000 (con Steven Heller)
- Counter Culture: The Allure of Mini-mannequins, Nueva York: Princeton Architectural Press, 2001 (con Steven Heller)
- Logos A to Z Three, 2002 (autopublicación)
- Euro Deco: Graphic Design Between the Wars, San Francisco: Chronicle Books, 2004 (con Steven Heller)
- A Designer’s Guide to Italy. (autopublicación) 2004.
- Stylepedia: A Guide to Graphic Design Mannerisms, Quirks, and Conceits, San Francisco: Chronicle Books, 2006 (con Steven Heller)
- The Civilized Shopper’s Guide to Florence, Nueva York: The Little Bookroom, 2007.
- Italianissimo: The Quintessential Guide to What Italians Do Best, Nueva York: The Little Bookroom, 2008 (con Lise Apatoff)
- Scripts: Elegant Lettering from Design’s Golden Age, Londres: Thames and Hudson, 2011 (con Steven Heller)
- Elegantissima: The Design and Typography of Louise Fili, Nueva York: Princeton Architectural Press, 2012
- "Shadow Type: Classic Three-Dimensional Lettering", Londres: Thames and Hudson, 2013 (con Steven Heller)
- Grafica della Strada, Princeton Architectural Press, 2014
- The Cognoscenti's Guide to Florence, Princeton Architectural Press, 2015
- "Stencil Type", Londres: Thames and Hudson, 2015 (con Steven Heller)
- Graphique de la Rue, Princeton Architectural Press, 2015
- Slab Serif Type, Londres: Thames and Hudson, 2016 (con Steven Heller)
- The Cognoscenti's Guide to Florence: Shop and Eat Like a Florentine, Revised Edition, Princeton Architectural Press, 2017
- Grafica de les Rambles: The Signs of Barcelona, Princeton Architectural Press, 2017

## Tipos de letra
- Mardell, un tipo de letra inspirado en el futurista italiano diseñado para el Hamilton Wood Type Museum..[10]
- Montecatini, inspirado en los carteles de viaje de Stile Liberty de Italia a principios de 1900.
- Marsella, una tipografía inspirada en el estilo art déco con un toque distintivo que emana La Belle France.

## Premios y reconocimientos
- Premio de la Fundación James Beard, Gráficos de restaurantes sobresalientes, Nominado (1998, 1999, 2000)[11]
- Salón de la Fama del Club de Directores de Arte, 2004
- Medalla de oro, Club de Directores del Arte[12]
- Medalla de plata, Club de Directores del Arte
- Medalla de oro, Sociedad de Ilustradores
- Premio Grafico, Bologna Feria de Libro
- Beca National Endowment for the Arts (con Steven Heller)
- AIGA Medalla, 2014
- Type Directors Club de Medalla de Excelencia 2015[13]
- Premio y exposición SVA Master Series, 2016[14]

## Colecciones permanentes
El trabajo de Fili se llevó a cabo en las siguientes colecciones permanentes:
- Biblioteca de Congreso[15]
- Smithsonian Cooper-Hewitt, Museo de Diseño Nacional[16]
- Bibliothèque nationale[17]
- Museo de Arte del Denver
- Musée des Artes Décoratifs, Lausanne